# Marek Kaleta
Marek Kaleta (ur. 17 grudnia 1961) – estoński lekkoatleta, specjalizujący się w rzucie oszczepem, który w pierwszych latach kariery startował w barwach Związku Radzieckiego.
W 1987 zdobył złoty medal uniwersjady w Zagrzebiu. Dwukrotny uczestnik mistrzostw świata: Rzym 1987 oraz Stuttgart 1993 (w obu przypadkach odpadł w eliminacjach). Także dwukrotnie - nie odnosząc sukcesów - brał udział w mistrzostwach Europy (Stuttgart 1986 i Split 1990). Mistrz Estonii w 1992 i 1995. Rekord życiowy: 76,10 (29 sierpnia 1987, Rzym).